# Јабланичка окружна лига у фудбалу
Јабланичка окружна лига је једна од окружних лига у фудбалу. Окружне лиге су пети ниво лигашких фудбалских такмичења у Србији. Лига броји 16 клубова. Виши ранг је Зона "Југ", док је нижи ранг Међуопштинска Јабланичка лига.

## Победници свих првенстава
| Сезона   | Бр. клуб. | Првак                    | Бодови | Другопласирани           | Бодови |
| 2012/13. | 16        | Радан, Лебане            | 73     | Јединство, Бошњаце       | 71     |
| 2013/14. | 18        | Јабланица, Медвеђа       | 76     | Јединство, Бошњаце       | 71     |
| 2014/15. | 16        | Будућност, Орашје        | 61     | Прогрес, Ладовица        | 52     |
| 2015/16. | 18        | Дубочица, Лесковац       | 71     | Чекмин, Чекмин           | 65     |
| 2016/17. | 18        | Јабланица, Медвеђа       | 85     | Јединство, Горње Стопање | 79     |
| 2017/18. | 16        | Јединство, Горње Стопање | 82     | Вучје, Вучје             | 61     |
| 2018/19. | 16        | -Фк Бобиште              | -      | -                        | -      |

## Клубови у сезони 2014/15.
| Клуб                    | Место         |
| ----------------------- | ------------- |
| Будућност               | Орашје        |
| Јединство Грделица      | Грделица      |
| Јединство Горње Стопање | Горње Стопање |
| Млади Борац             | Живково       |
| Младост                 | Винарце       |
| ОФК Брза                | Брза          |
| Плантажа                | Доње Стопање  |
| Прогрес                 | Ладовица      |
| Раднички                | Пертате       |
| Слога                   | Липовица      |
| Умац                    | Мирошевце     |
| Вучје                   | Вучје         |
| Злоћудово               | Злоћудово     |
| Чекмин                  | Чекмин        |
| Шумадија                | Разгојна      |
| Железничар              | Брестовац     |

## Клубови у сезони 2015/16.
| Клуб                    | Место         |
| ----------------------- | ------------- |
| Брза                    | Брза          |
| Дубочица                | Лесковац      |
| Јединство Горње Стопање | Горње Стопање |
| Кумарево                | Кумарево      |
| Млади Борац             | Живково       |
| Младост                 | Винарце       |
| Омладинац               | Доње Синковце |
| Плантажа                | Доње Стопање  |
| Прогрес                 | Ладовица      |
| Раднички                | Пертате       |
| Слобода                 | Доње Бријање  |
| Слога                   | Липовица      |
| Умац                    | Мирошевце     |
| Вучје                   | Вучје         |
| Злоћудово               | Злоћудово     |
| Чекмин                  | Чекмин        |
| Шумадија                | Разгојна      |
| Железничар              | Брестовац     |

## Клубови у сезони 2016/17.
| Клуб                    | Место         |
| ----------------------- | ------------- |
| Бобиште                 | Бобиште       |
| Брза                    | Брза          |
| Јабланица               | Медвеђа       |
| Јединство Горње Стопање | Горње Стопање |
| Јединство Шишава        | Шишава        |
| Кумарево                | Кумарево      |
| Млади Борац             | Живково       |
| Омладинац               | Доње Синковце |
| Плантажа                | Доње Стопање  |
| Полет                   | Стајковце     |
| Прогрес                 | Ладовица      |
| Раднички                | Пертате       |
| Слога                   | Липовица      |
| Умац                    | Мирошевце     |
| Вучје                   | Вучје         |
| Злоћудово               | Злоћудово     |
| Чекмин                  | Чекмин        |
| Железничар              | Брестовац     |

Првак и једини клуб који је отишо у већи ранг је Јабланица из Медвеђе, док су испала три клуба и то Плантажа (Доње Стопање), Раднички (Пертате) и последњи на табели Омладинац (Доње Синковце)

## Клубови у сезони 2017/18.
| Клуб             | Место         |
| ---------------- | ------------- |
| Бобиште          | Бобиште       |
| Брза             | Брза          |
| Јединство        | Грделица      |
| Јединство ГС     | Горње Стопање |
| Јединство Шишава | Шишава        |
| Кумарево         | Кумарево      |
| Млади Борац      | Живково       |
| Младост          | Винарце       |
| Полет            | Стајковце     |
| Прогрес          | Ладовица      |
| Слога            | Липовица      |
| Умац             | Мирошевце     |
| Вучје            | Вучје         |
| Злоћудово        | Злоћудово     |
| Чекмин           | Чекмин        |
| Железничар       | Брестовац     |